# ハリウッド・スウィンギング
「ハリウッド・スウィンギング」（Hollywood Swinging）は、1974年に発売されたクール&ザ・ギャングのシングル曲。全米シングルチャートでは、最高位6位となっている。
1997年にジャミロクワイのカバー版が発売され、2005年にはクール&ザ・ギャングとジャミロクワイがコラボレーションによって編曲したバージョンが発表された。

## ジャミロクワイ版
- 1997年1月29日、シカゴで行われたジャミロクワイのコンサートにて本楽曲が披露され録音される[2]。

- 同年2月13日、マクラーレンが1997年度のF1開始パーティーを開催し、ゲスト・ミュージシャンとしてジャミロクワイがコンサートを行い本楽曲も披露する[3]。

- 同年11月6日、前述の1月にライブ録音された本楽曲を収録したミニディスクの企画盤が「ハリウッド・スウィンギング」のタイトルで日本のみで発売される[4]。

- 同年秋頃、ソニーのMDウォークマンのタイアップ曲になる[4]。

- 同年秋頃、同じく前述1月の本楽曲の録音が収録されたプロモーション盤『In-Store Jam』が配布された[5]。

## クール&ザ・ギャングとジャミロクワイのコラボレーション版
- 2004年、クール&ザ・ギャングとジャミロクワイが共同で編曲して曲を録音[6]。
- 2005年、「Kool & The Gang Featuring Jamiroquai」名義でプロモーション盤（収録曲にはいくつかのバージョンがある）として配布される[6]。ただし曲名の最後のスペル「g」を短縮表記のアポストロフィーとして「Hollywood Swingin'」と表記している。
- 同年、クール&ザ・ギャングのアルバム『ザ・ミュージック・オデッセイ (The Hits: Reloaded)』に収録された[7]。